# ウィル・アレン (コーナーバック)
ウィル・アレン（Will D. Allen 1978年8月5日- ）は、ニューヨーク州シラキュース出身のアメリカンフットボール選手。現在フリーエージェント。ポジションはコーナーバック。

## 経歴

### プロ入りまで
地元の高校に進学したアレンはアメリカンフットボールと陸上競技を行った。高校3年次には学校記録となる11インターセプトをマーク、またワイドレシーバーとしても23回のキャッチで460ヤード、平均20.0ヤードを獲得して州のファーストチームに選ばれた。また100m走では10秒5を記録しニューヨーク州で3位となった。
地元のシラキュース大学から奨学金のオファーを受けたアレンは同大学へ進学し43試合に出場（28試合に先発出場）しコーナーバック、キックオフリターナーとして活躍した。この頃40ヤード走で4.29秒という大学最速クラスの数字を出した。

### NFL
2001年のNFLドラフトで1巡目全体22位でニューヨーク・ジャイアンツに指名されて入団、その年チームトップの4インターセプトをあげた。
ジャイアンツでは5シーズンを過ごし、274タックル、8インターセプト、68パスディフェンス、3ファンブルリカバー、1ファンブルフォースの成績を残した。2005年シーズン終了後、ジャイアンツはフリーエージェントのサム・マディソンと契約し、サラリーキャップを空けるため、彼と再契約を結ばなかった。
2006年3月19日、マイアミ・ドルフィンズと4年間1200万ドルの契約を結んだ。
2008年、3インターセプトをあげた。11月2日のデンバー・ブロンコスとの試合では32ヤードのインターセプトTDをあげた。
2009年5月26日、契約期間を1年残していたが、チームと2011年まで2年間1620万ドル（1100万ドルの保証を含む）の契約延長を果たした。この年第6週のニューオーリンズ・セインツ戦で左ひざを負傷、前十字靭帯の断裂が判明し故障者リスト入りしてシーズンを終えた。このアレンの怪我に対するドルフィンズの同地区ライバルであるニューヨーク・ジェッツのヘッドコーチ、レックス・ライアンによる発言にアレンのチームメートであるジョーイ・ポーターは不快感を表した。
2010年2月20日、愛車のフェラーリを運転していたアレンは飲酒運転で逮捕された。同年9月5日、シーズン開幕1週間前にアレンは故障者リスト入りしシーズンは絶望的となった。
2011年9月3日、最終ロースターカットでドルフィンズより解雇された。その後9月14日、ベニー・サップが解雇された後、ドルフィンズと再契約を結んだ。
2012年3月21日、ニューイングランド・ペイトリオッツと最低年俸で契約を結んだ。タンパベイ・バッカニアーズとのプレシーズンゲームで負傷、同年8月27日、故障者リスト入りした。